# 1998 en hockey sur glace
Cette page présente les éléments de hockey sur glace de l'année 1998, que ce soit d'un point de vue rencontres internationales ou championnats nationaux. Les grandes dates des différentes compétitions sont données ainsi que les décès de personnalités du hockey mondial.

## Amérique du Nord

### Ligue nationale de hockey
- Les Red Wings de Détroit remportent leur neuvième Coupe Stanley.

### Ligue américaine de hockey
- Les Phantoms de Philadelphie remportent la saison régulière puis la coupe Calder.

### Ligue internationale de hockey
- Les Wolves de Chicago  remportent leur première Coupe Kelly.

### Ligue canadienne de hockey
- Les Foreurs de Val-d'Or remportent la Coupe du président en battant en quatre rencontres l' Océanic de Rimouski.

- Le Storm de Guelph remporte la coupe J.-Ross-Robertson en battant en cinq parties le 67 d'Ottawa.

- Les Winter Hawks de Portland remportent la Coupe du Président en battant en quatre rencontres les Wheat Kings de Brandon.

- Les Chiefs de Spokane sont les hôtes du tournoi annuel. Les Winter Hawks de Portland, champion de la LHOu, remporte la Coupe Memorial, l'emportant 4-3 en prolongation contre les Storm de Guelph lors de la finale.

## Europe

### Compétitions internationales
- Le VEU Feldkirch remporte la Supercoupe IIHF.

### Allemagne
- Le Adler Mannheim remportent le championnat de la DEL en défaisant en finale les Eisbären Berlin par la marque de 3-1.

### Autriche
- Le VEU Feldkirch remportent le championnat de l'OËL en défaisant en finale le EC Klagenfurt AC par la marque de 4-1.

### Espagne
- Le Majadahonda HC remporte le championnat de la Superliga Española en défaisant en finale le CG Puigcerdà 2 rencontre à 0.

### Finlande
- Le HIFK remporte le championnat de la SM-Liiga en défaisant en finale le Ilves Tampere par la marque de 3-0.

### France
- Les Brûleurs de loups de Grenoble remportent la quatrième Coupe Magnus de leur histoire.

### République tchèque
- Le HC Petra Vsetín remporte le championnat de l'Extraliga en défaisant en finale le HC Železárny Třinec par la marque de 3-0.

### Russie
- Le Metallourg Magnitogorsk remporte le championnat de la Superliga en défaisant en finale le HK Dinamo Moscou par la marque de 3-1.

### Suède
- Le Färjestads BK remporte le championnat de la Elitserien en défaisant en finale le Djurgårdens IF par la marque de 3-2. Le Södertälje SK est relégué en Allsvenskan.
- Le IF Björklöven remporte le championnat de l'Allsvenskan et est promu en Elitserien.

### Suisse
- Le EV Zoug remporte le championnat de la Ligue National A en l'emportant contre le HC Davos par la marque de 4-1.
- Le SC Langnau remporte le championnat de la Ligue National B et est promu en LNA.

## International

### Jeux Olympiques
À Nagano, alors que les joueurs de la LNH peuvent disputer pour la première fois les jeux, les tchèques donnent une leçon aux nord-américains en remportant leur premier titre olympique, et cela sans se baser sur une équipe entièrement composée de joueur de la grand ligue.
Premiers jeux pour les femmes, où les Américaines remportent la médaille d'or à la surprise générale contre les Canadiennes sur le score de 3 buts à 1.

## Autres Évènements

### Fondation de club
- Capitals d'Édimbourg (Royaume-Uni).

### Décès
- Le 8 janvier, décès de Doug Anderson, joueur canadien intronisé au temple de la renommé des sports de l'Alberta avec l'équipe des Flyers d'Edmonton avec qui il remporta la Coupe Allan en 1948.
- Le 8 mars, décès de Jim Haggarty, joueur canadien qui remporta la médaille d'argent aux jeux olympiques de 1936.
- Le 15 mars, décès de Dušan Pašek, joueur tchèque ayant remporté la médaille d'argent aux Jeux olympiques de 1984.
- Le 18 avril, décès de Mark Teevens, joueur canadien évoluant alors dans la Oberliga.
- Le 29 avril, décès d'Hal Laycoe, joueur puis entraîneur canadien.
- Le 4 juin, décès de Fred Burchell, joueur ayant évolué dans les rangs inférieurs durant seize saisons, il remporta la Coupe Memorial avec les Royaux de Montréal  en 1949.
- Le 24 décembre, décès de Garry Blaine, joueur ayant disputé une rencontre en LNH avec les Canadiens de Montréal.
- Le 24 décembre, décès de Syl Apps, joueur évoluant en LNH durant 10 saisons et intronisé au Temple de la renommée du hockey en 1961.